# Hennes ögon
Hennes ögon är en poplåt skriven av Lotta Ahlin, som ursprungligen framfördes av Marianne Flynner på albumet Sagt och gjort 1996.  Singeln från samma år hade en instrumental version av samma låt som B-sida. 
Låten kom senare även att framföras av Jill Johnson på albumet När hela världen ser på 1998   samt av dansbandet Friends på albumet Friends på turné 1999. 

### Fotnoter
1. 1 2  ”Svensk mediedatabas”. http://smdb.kb.se/catalog/id/001512317. Läst 8 maj 2011.
2. ↑  ”Svensk mediedatabas”. http://smdb.kb.se/catalog/id/001510283. Läst 8 maj 2011.
3. ↑  ”Svensk mediedatabas”. http://smdb.kb.se/catalog/id/001516371. Läst 8 maj 2011.
4. ↑  ”Svensk mediedatabas”. http://smdb.kb.se/catalog/id/001520862. Läst 8 maj 2011.